# 대니쉬 걸
대니쉬 걸(영어: The Danish Girl)은 데이비드 에버쇼프가 2000년에 발표한 동명 소설을 원작으로 한 톰 후퍼 감독의 미국, 영국의 전기 드라마 영화이다. 이 영화에는 세계 최초로 성전환 수술을 받고 남성에서 여성으로 변한 덴마크의 화가인 에이나르 베게너(릴리 엘베)를 에디 레드메인이 연기하고 그의 아내 게르다 베게너를 알리시아 비칸데르, 그 외에는 마티아스 스후나르츠, 벤 위쇼가 출연한다.
제72회 베네치아 국제 영화제 공식 경쟁 부문에 초청되어 초연 되었으며, 토론토 국제 영화제 스페셜 프레젠테이션 섹션에 초청되었다. 이 영화는 배급사 포커스 필름을 통해 2015년 11월 27일 미국에서 개봉되었다. 유니버설 픽처스 배급으로 2016년 1월 1일 영국에서 개봉되었다. 이 영화는 미국 아카데미상에서 남우주연상, 여우조연상을 포함한 4개 부문에 후보 지명되었다. 게르다 베게너를 연기한 알리시아 비칸데르는 미국 아카데미상 여우조연상을 수상하였다.

## 줄거리
1920년대 초반, 코펜하겐 덴마크에서 살고 있는 일러스트레이터 겸 예술가 '게르다 베게너'(알리시아 비칸데르)는 그녀의 남편, '에이나르 베게너'(에디 레드메인)에게 여장을 하고 자신의 초상화에 여성 모델로 서달라는 요청한다. 초상화의 인기에 더 나아가 게르다는 그녀의 남편을 모델로 더 많은 그림을 그리게 된다. 에이나르는 이를 계기로 여성의 외모에 대한 매력을 느끼게 되고 '릴리 엘베'라는 이름의 여자로서 또 다른 삶을 시작한다. 결국 엘베는 자신의 성 정체성에 눈을 뜨게 되고 세계 최초로 성전환 수술을 결심하게 된다. 엘베는 더 이상 결혼 생활이 힘들다는 것을 깨닫고 그들의 결혼 생활은 위기를 맞이하게 되지만, 게르다는 남편의 결정을 존중한다.
또한, 엘베의 어린 시절 친구 '한스 악스질'(마티아스 스후나르츠)가 등장하게 되면서 이들 부부와 복잡한 삼각 관계를 형성하게 된다.

## 캐스팅
- 에디 레드메인 - 에이나르 베게너 / 릴리 엘베 역
- 알리시아 비칸데르 - 게르다 베게너 역
- 앰버 허드 - 울라 역
- 벤 위쇼 - 헨릭 역
- 마티아스 스후나르츠 - 한스 악스질 역
- 에메랄드 페넬 - 엘사 역
- 제바스티안 코흐 - 원크로스 역
- 애드리언 쉴러 - 라스무센 역
- 리차드 딕슨 - 폰네스베흐 역
- 핍 토렌스 - 헥슬러 박사 역
- 니콜라 슬론 - 마담 역
- 니콜라스 우더슨 - 버슨 박사 역
- 필립 아르디티 - 맥브라이드 박사 역
- 밀토스 예로레무 - 메이 박사 역
- 소피 케네디 클락 - 우슬라 역
- 안젤라 커랜 - 의상 담당자 역
- 투씨 실버그 - 노부인 역
- 클라우스 부 - 창가의 남자 역
- 폴 비글리 - 갤러리의 남자 역
- 낸시 크레인 - 미국 여자 역
- 코시마 쇼 - 병원 접수 담당자 역
- 홀리 웨스턴 - 점원 역
- 에릭 레드맨 - 수위 역
- 앨리시아 우드하우스

## 제작
2009년 9월, 토마스 알프레드슨은 잡지 버라이어티를 통해 앞서 공개될 예정의 그가 각색을 한 영화 《팅커 테일러 솔저 스파이》의 프로젝트를 공개했다. 그는 추가적으로 "우리는 1년 가까이 준비해 온 제작의 순간이 곧 다가왔다."라고 언급했다.
2009년 12월, 스웨덴 언론을 통해 알프레드슨은 《팅커 테일러 솔저 스파이》의 다음 프로젝트로 《대니쉬 걸》의 제작에 들어갈 것이라고 발표되었다. 알프레드슨은 인터뷰를 통해 《대니쉬 걸》의 작업을 마무리 짓지 못하고 무산된 것에 유감스럽다고 말했다. 그는 또한 여전히 영화를 만들고 싶고 프로젝트를 다시 되돌리고 싶다고 말하기도 했다.
2010년 1월 12일, 스웨덴 방송 매체에서는 알프레드슨을 대신해 스웨덴 감독 라세 할스트룀이 대체될 것이라고 보도되기도 했었다.

## 캐스팅
당초, 샤를리즈 테론이 게르다 베게너 역할에 내정될 예정이였지만, 프로젝트 변경 후 기네스 펠트로로 대체되었다. 펠트로는 프로젝트 변경으로 하차했다. 우마 서먼이 대체자로 소문이 돌기도 했었다.
2010년 9월, 마리옹 코티야르가 게르다 베게너 역할에 유력하다는 소문이 돌았다.
2010년 6월 11일, 잡지 헐리우드 리포터에 따르면 영화의 제작비를 독일의 노르트라인베스트팔렌주(NRW) 영화 위원회에서 지원 받은 것으로 알려졌다. 지원의 조건은 독일에서의 19일 촬영이 포함되었다.
2011년 2월, 스크린 데일리에서는 레이첼 와이즈가 베게너 역할을 맡아 그해 7월 촬영을 시작할 것이라고 보도되었다. 하지만 5월, 라세 할스트룀 감독과 레이첼 와이즈 모두 하차한 것으로 드러났다.
2014년 4월 28일, 톰 후퍼가 감독을 맡고 에디 레드메인이 주연 릴리 엘베를 연기하는 것이 언론에 발표되었다. 그해 6월 19일, 알리시아 비칸데르가 캐스팅되었다. 2015년 1월 8일, 마티아스 스후나르츠가 캐스팅되었다.

## 촬영
프로젝트의 첫 촬영은 2010년 봄에 베를린에서 시작될 것이라고 예상되었다. 하지만 에디 레드메인의 캐스팅이 확정된 2015년 2월 첫 촬영이 시작되었다. 1930년대 코펜하겐 뉘하운(Nyhavn)의 해안가를 그대로 옮겨놓은 듯한 배경으로 촬영이 이뤄졌다. 2015년 3월 31일, 레드메인의 싸움 씬의 촬영이 언론에 공개되기도 했다. 영화는 2015년 4월 12일 촬영이 마무리되었다.

## 개봉
2015년 3월 4일, 배급을 담당한 포커스 피처스에서는 미국에서 2015년 11월 27일에 개봉될 예정이라고 발표하였다. 이 영화는 2015년 9월 5일 제72회 베네치아 국제 영화제에 초청되어 첫 상연되었다. 2016년 1월 1일 영국에서 개봉되었다.

### 마케팅
레드메인이 릴리 엘베로 분한 스틸이 2015년 2월 26일에 언론에 첫 공개되었다.
레드메인과 비칸데르가 등장한 티저 포스터가 그 해 8월에 공개되었고, 영화는 베니스 국제영화제에서 첫 상연되었다. 2015년 9월 1일 첫 트레일러 영상이 공개되었다.

## 수상 및 후보
| 수상 및 후보              | 수상 및 후보             | 수상 및 후보        | 수상 및 후보 | 수상 및 후보 |
| ------------------------- | ------------------------ | ------------------- | ------------ | ------------ |
| 상                        | 부문                     | 수상자/작품         | 결과         |              |
| 제72회 베니스 국제 영화제 | 퀴어사자상               | 톰 후퍼             | 수상         |              |
| 제72회 베니스 국제 영화제 | 황금사자상               | 톰 후퍼             | 후보         |              |
| 제72회 베니스 국제 영화제 | 그린드롭상               | 톰 후퍼             | 후보         |              |
| 제19회 헐리우드 영화제    | 헐리우드 감독상          | 톰 후퍼             | 수상         |              |
| 제19회 헐리우드 영화제    | 헐리우드 신인 여자배우상 | 알리시아 비칸데르   | 수상         |              |
| 제19회 헐리우드 영화제    | 헐리우드 영화 작곡상     | 알렉상드르 데스플라 | 수상         |              |